# کارگاه گلاب گیری تاج‌آباد
کارگاه گلاب‌گیری تاج آباد مربوط به دوره صفوی است و در شهرستان نطنز، بخش مرکزی، دهستان کرکس، ابتدای روستای تاج‌آباد، در فاصله اندکی از اتوبان اصفهان به نطنز واقع شده و این اثر در تاریخ ۲۷ آبان ۱۳۸۶ با شمارهٔ ثبت ۲۰۲۸۴ به‌عنوان یکی از آثار ملی ایران به ثبت رسیده است. این مجموعه در حال حاضر در مالکیت شخصی به نام حسن مؤمنی طامه است.